# Acacia tenuinervis
Acacia tenuinervis é uma espécie de leguminosa do gênero Acacia, pertencente à família Fabaceae.